# Helena Bach
Helena Rosendahl Bach (Holstebro, 12 de junio de 2000) es una deportista danesa que compite en natación, especialista en el estilo mariposa.
Ganó una medalla de plata en el Campeonato Mundial de Natación de 2024, tres medallas en el Campeonato Europeo de Natación, en los años 2022 y 2024, y dos medallas de plata en el Campeonato Europeo de Natación en Piscina Corta, en los años 2021 y 2023.

## Palmarés internacional
| Campeonato Mundial                  | Campeonato Mundial | Campeonato Mundial | Campeonato Mundial |
| Año                                 | Lugar              | Medalla            | Prueba             |
| ----------------------------------- | ------------------ | ------------------ | ------------------ |
| 2024                                | Doha (Catar)       | Medalla de plata   | 200 m mariposa     |
| Campeonato Europeo                  |                    |                    |                    |
| Año                                 | Lugar              | Medalla            | Prueba             |
| 2022                                | Roma (Italia)      | Medalla de plata   | 200 m mariposa     |
| 2024                                | Belgrado (Serbia)  | Medalla de oro     | 200 m mariposa     |
| 2024                                | Belgrado (Serbia)  | Medalla de bronce  | 4 × 100 m estilos  |
| Campeonato Europeo en Piscina Corta |                    |                    |                    |
| Año                                 | Lugar              | Medalla            | Prueba             |
| 2021                                | Kazán (Rusia)      | Medalla de plata   | 200 m mariposa     |
| 2023                                | Otopeni (Rumania)  | Medalla de plata   | 200 m mariposa     |